# Slaget vid Sjelon
Slaget vid Sjelon (ryska: Шелонская битва)
stod den 14 juli 1471 vid floden Sjelon. Det stod mellan storfurstendömet Moskvas och republiken Novgorods arméer. Moskvas seger betydde slutet på Novgorods självständighet.

## Bakgrund
Novgorod hade sedan gammalt lytt under storfurstarna av Vladimir-Suzdal men efter Vladimirs splittring 1238 gick överhögheten över Novgorod i arv till furstarna av Moskva. Novgorod motsatte sig efter förmåga Moskvarikets strävan efter större dominans. Under det Moskovitiska tronföljdskriget 1425-1453 stödde Novgorod den upproriska parten mot storfurst Vasilij II som ändå till slut återtog makten. Efter ett krig mellan Moskva och Novgorod tvingades Novgorod 1456 till fred i Jazjelbitsy. I fredsfördraget begränsades Novgorods rätt till utrikespolitik och stadens sigill övertogs av Moskva. Novgorods kyrka och domstolar ställdes också under Moskvas överhöghet. Novgorod vände sig till den litauisk-polske kungen Kasimir IV för att få stöd mot Moskva. Storfursten i Moskva Ivan III anklagade Novgorod för att vilja övergå till den katolska läran och ett nytt krig mellan Moskva och Novgorod bröt ut 1471.

## Slaget
Krigets avgörande fältslag ägde rum på morgonen den 14 juli 1471 på floden Sjelons vänstra strand. Sjelon rinner från sydväst ut i sjön Ilmen och slaget tros ha stått ca 30 km från flodmynningen, möjligen nära byn Skirino. Platsen tyder på att den moskovitiska armén avsåg att tåga väster om sjön mot Novgorod. Ståthållaren i Novgorod Dmitrij Isaakovitj Boretskij ledde en armé på över 20 tusen man vari ingick ett omfattande bondeuppbåd. Den moskovitiska armén på 5 tusen man leddes av den erfarne fältherren Daniil Dimtrijevitj Cholmskij. Det förefaller som om de oerfarna novgoroderna lockades in i ett bakhåll. Efter två timmars strid segrade moskoviterna och tog omkring 2 tusen man tillfånga. Enligt moskovitiska källor ska omkring 12 tusen novgoroder ha stupat i slaget eller dräpts efteråt.

## Följder
Tio dagar efter slaget möttes arméerna på nytt och novgoroderna led ett nytt nederlag. Samma dag avrättades Boretskij. Novgorod tvingades underteckna freden i Korostyn vid Ilmen. Under de följande åren lät Ivan III konfiskera stora mängder av kyrklig egendom i Novgorod och fängslade misstänkta bojarer eller bojarklaner. År 1477 inleddes ett uppror i Novgorod mot Moskva-styret men det slogs ned i januari 1478 och Novgorod förlorade resterna av sin självständighet. Ivan III:s växande makt som en följd av slaget vid Sjelon förorsakade följande år en straffexpedition mot Moskva från Gyllene Hordens sida men den avvärjdes genom slaget vid Alexin.